# Nelepeč-Žernůvka
Nelepeč-Žernůvka je obec v okrese Brno-venkov v Jihomoravském kraji. Rozkládá se v Křižanovské vrchovině, přibližně 4 kilometry jihozápadně od Tišnova. Žije zde 74 obyvatel.
Obec má dvě části (zároveň katastrální území a ZSJ), Nelepeč a Žernůvku.

## Historie
První písemná zmínka o vsi Nelepeč pochází z roku 1390, první písemná zmínka o vsi Žernůvka je z roku 1350. Obě vesnice byly od roku 1850 součástí obce Úsuší. Před rokem 1921 se Nelepeč osamostatnila, její místní částí byla Žernůvka. V roce 1995 byl název obce změněn na současný složený tvar Nelepeč-Žernůvka.

## Obyvatelstvo
| Rok            | 1869 | 1880 | 1890 | 1900 | 1910 | 1921 | 1930 | 1950 | 1961 | 1970 | 1980 | 1991 | 2001 | 2011 | 2021 |
| -------------- | ---- | ---- | ---- | ---- | ---- | ---- | ---- | ---- | ---- | ---- | ---- | ---- | ---- | ---- | ---- |
| Počet obyvatel | 125  | 132  | 129  | 136  | 151  | 136  | 119  | 144  | 158  | 166  | 149  | 140  | 107  | 92   | 104  |
| Počet domů     | 20   | 19   | 21   | 23   | 23   | 23   | 23   | 27   | 20   | 22   | 20   | 26   | 29   | 28   | 30   |

Vývoj počtu obyvatel

## Pamětihodnosti
- Klášter milosrdných sester brněnských s kaplí Panny Marie Bolestné